# Campionato sudamericano di rugby 1981
Il campionato sudamericano di rugby 1981 (in spagnolo Sudamericano de Rugby 1981; in portoghese Campeonato Sul-Americano de Rugby de 1981) fu il 12º campionato continentale del Sudamerica di rugby a 15.
Si tenne in Uruguay dal 17 al 24 maggio 1981 tra quattro squadre nazionali e fu vinto per la prima volta dallo stesso Uruguay dopo undici successi consecutivi dell'Argentina.
La collocazione temporale del campionato costituì un motivo di controversia tra la federazione argentina e le altre omologhe sudamericane partecipanti al torneo, in particolare quella dell'Uruguay Paese ospitante: per quel periodo, infatti, i Pumas avevano in calendario due test match contro l'Inghilterra, impegnata nel suo primo tour ufficiale nelle Americhe dopo che nel 1973 aveva dovuto rinunciare a causa di conflitti interni tra le forze armate e i Montoneros.
Dovendo il tour anche riguardare incontri con selezioni provinciali miste del Paese, l'Argentina non ebbe la possibilità di inviare al torneo una seconda squadra e scelse di non prendervi parte, consegnando quindi la vittoria finale all'incertezza mancando il campionato della favorita storica.
Fu l'Uruguay, per la prima volta dopo undici vittorie consecutive argentine, a laurearsi campione continentale vincendo a punteggio pieno il torneo.
Il valore delle marcature, come stabilito dall’IRFB nel 1977, era: 4 punti per ciascuna meta (6 se trasformata), 3 punti per la realizzazione di ciascun calcio piazzato, idem per il drop.

## Squadre partecipanti
- Brasile
- Cile
- Paraguay
- Uruguay

## Risultati

### 1ª giornata
| Arbitro: | Stefanus Strydom |

|                                                               |      |                     |
| Acerenza Bordaberry Nicola (3) Passadore Patino Puig M. Smith | mt   | Gímenez (2) Taboada |
| Ubilla (6)                                                    | tr   | Mongelos            |
| Ubilla (2)                                                    | c.p. |                     |

| Montevideo 18 maggio 1981 | Cile | 33 – 3 | Brasile | Carrasco Polo Club |

### 2ª giornata
| Montevideo 21 maggio 1981 | Cile | 33 – 3 | Paraguay | Carrasco Polo Club |

| Arbitro: | Alberto Jory |

|                                                                               |      |  |
| Bird Bonasso (4) Cerruti Laurido Nicola (2) Ormaechea (2) Vizintin J. Zerbino | mt   |  |
| Peirano (8) J. Zerbino (3)                                                    | tr   |  |
| Peirano                                                                       | c.p. |  |

### 3ª giornata
| Montevideo 23 maggio 1981 | Brasile | 3 – 35 | Paraguay | Carrasco Polo Club |

| Arbitro: | Stefanus Strydom |

|                                        |      |              |
| Bordaberry Cerruti Nicola (2) M. Smith | mt   |              |
| Ubilla (2)                             | tr   |              |
| J. Zerbino (3)                         | c.p. | Pizarro Soto |

## Classifica
| Pos | Squadra  | G | V | N | P | PF  | PS  | DP   | Pt |
| --- | -------- | - | - | - | - | --- | --- | ---- | -- |
| 1   | Uruguay  | 3 | 3 | 0 | 0 | 164 | 17  | +147 | 6  |
| 2   | Cile     | 3 | 2 | 0 | 1 | 66  | 36  | +30  | 4  |
| 3   | Paraguay | 3 | 1 | 0 | 2 | 52  | 90  | −38  | 2  |
| 4   | Brasile  | 3 | 0 | 0 | 3 | 6   | 145 | −139 | 0  |